# Condados de la República de China
En la República de China (Taiwán), el condado (en chino tradicional, 縣; pinyin, xiàn) es una subdivisión administrativa de primer nivel.

## Jerarquía
En la jerarquía de los órganos de gobierno autónomo, se clasifica en el primer nivel, en el mismo rango que el municipio especial y la ciudad provincial.
Cada condado se divide en municipios rurales (en chino tradicional, 鄉; pinyin, xiāng), municipios urbanos (en chino tradicional, 鎮; pinyin, zhèn), municipios aborígenes de montaña (en chino tradicional, 山地鄉; pinyin, shāndexiāng) y ciudades administradas por el condado (en chino tradicional, 縣轄市; pinyin, xiànxiáshì).

## Historia
A fines de la década de 1990, la división administrativa se simplificó y el poder administrativo atribuido a las provincias, una subdivisión de primer orden, se simplificó: se colocaron directamente bajo el control del Yuan Ejecutivo. La ley se promulgó el 28 de octubre de 1998, y luego aplicada el 21 de diciembre. Esta modificación se aplicó principalmente a la provincia de Taiwán, ya que la autonomía de la provincia de Fujian, la segunda provincia del país, ya se había transferido al gobierno central en 1956. Las instituciones gubernamentales autónomas se transfieren a los condados y a las ciudades provinciales. Las provincias de Taiwán y Fujian incluyen once y dos condados, respectivamente. 
Según la enmienda de 2007 a la Local Government Act (en chino tradicional, 地方制度法), cualquier condado cuya población alcance el umbral de 2 millones de habitantes recibe el estatus de cuasi-municipio especial (en chino tradicional, 準直轄市; pinyin, zhǔnzhíxiáshì). Una nueva enmienda de 2009 les permite solicitar, sujeto al cumplimiento de varios criterios de desarrollo, una promoción al estado de cuasi-municipalidad. Once condados y ciudades provinciales son candidatos para la implementación de esta reforma, lo que llevaría a la creación de siete nuevos municipios especiales si todos los documentos fueran validados. Después de la revisión por parte del Yuan Ejecutivo, solo se llegó a la promoción de tres condados como municipios especiales: el condado de Taipéi se convirtió en Nuevo Taipéi, la ciudad de Taichung se fusionó con el condado de Taichung, y la ciudad de Tainan  se fusionó con el condado de Tainan. Esta reorganización de la división administrativa surtió efecto el 25 de diciembre de 2010.
Después de adquirir automáticamente el estatus de cuasi-municipio especial en 2011, el condado de Taoyuan presentó una solicitud ante el Ministerio del Interior en agosto de 2012, tras una negativa durante el procedimiento original en 2009. Tras un acuerdo con las autoridades, la ciudad de Taoyuan se fusionó con el condado de Taoyuan, la decisión tomó efecto el 25 de diciembre de 2014.

## Lista de los condados
Son actualmente un total de trece:
- Condado de Changhua
- Condado de Chiayi
- Condado de Hsinchu
- Condado de Hualien
- Condado de Kinmen
- Condado de Lienchiang
- Condado de Miaoli
- Condado de Nantou
- Condado de Penghu
- Condado de Pingtung
- Condado de Taitung
- Condado de Yilan
- Condado de Yunlin

## Organización
Cada condado está representado por un consejo y un ejecutivo.
El consejo, a cargo de las actividades legislativas del condado, está compuesto miembros electos para un mandato de cuatro años renovables.
El ejecutivo, a cargo de las actividades administrativas del condado, está representado por un magistrado, elegido para un mandato de cuatro años renovables una vez.